# 30. maj-bevægelsen
30. maj-bevægelsen var en arbejder- og anti-imperialistisk folkeopstand, som blev til, da politiet i Shanghai den 30. maj 1925 åbnede ild mod kinesiske strejkende arbejdere i byens internationale bosættelse.

## Baggrund
Anledningen var et overgreb mod syv arbejdere den 15. maj; stemningen blev mere og mere ophedet, og den 28. maj bestemte kommunistiske agitatorer sig for at udnytte stemningen og mobilisere arbejdere og studenter til en demonstration. Det blev åbnet ild mod deltagerne i demonstrationerne i byens internationale bosættelse to dage senere.

## Følger
Episoden udløste demonstrationer mod udlændinge over hele landet. Kommunisterne svarede igen ved at organisere strejker, som tog til den 1. juni og spredte sig også uden for Shanghai.